# Joanne Jordan
Joanne Jordan (geb. am 5. September 1920 in Topeka, Kansas; gest. am 29. Juli 2009 in Calabasas, Kalifornien) war eine US-amerikanische Schauspielerin.
Zwischen 1951 und 1957 stand sie in rund 30 Produktionen vor der Kamera. Zu ihren Filmrollen gehörte unter anderem die der Königin Mirtha in der Fernsehserie Space Patrol." Neben dem Film spielte sie auch auf der Bühne.

## Filmographie
- 1951: Racket Squad (Fernsehserie)
- 1951: Two Tickets to Broadway – Showgirl (unerwähnt)
- 1951: Too Many Wives (Kurzfilm)
- 1952: Aladdin and His Lamp – Harem Girl (unerwähnt)
- 1952: Lydia Bailey – Lady-in-Waiting (unerwähnt)
- 1952: Sound Off – Showgirl (unerwähnt)
- 1953: Roar of the Crowd – Secretary (unerwähnt)
- 1953: Dragnet (Fernsehserie)
- 1953: The Farmer Takes a Wife – Boatwife (unerwähnt)
- 1953–1955: My Little Margie (Fernsehserie) – Miss Hennessy
- 1954: The George Burns and Gracie Allen Show (Fernsehserie) – Fran
- 1954: Loophole – Georgia Hoard
- 1954: The Pepsi-Cola Playhouse (Fernsehserie)
- 1954: The Mickey Rooney Show (Fernsehserie) – Julie
- 1954: Rocky Jones, Space Ranger (Fernsehserie) – The Vonsoom
- 1954 Four Star Playhouse (Fernsehserie) – Molly
- 1954: I Led 3 Lives (Fernsehserie) – Martha
- 1955: City Detective (Fernsehserie) – Nancy
- 1955: I Cover the Underworld[6] – Joan Marlowe
- 1955: Son of Sinbad – Ghenia (unerwähnt)
- 1955: The Shrike – Miss Cardell (unerwähnt)
- 1955: Commando Cody: Sky Marshal of the Universe (Fernsehserie) – Königin von Mercury
- 1956: The Bottom of the Bottle – Emily
- 1956: Written on the Wind – Brunette
- 1957: Jet Pilot – WAC Sergeant (unerwähnt)